# Veřejný seznam
Veřejným seznamem je veřejnoprávní evidence věcí, která je veřejnosti přístupná bez omezení. Podle důvodové zprávy k občanskému zákoníku je pojem veřejný seznam souhrnným označením pro veřejné evidence věcí, zatímco pojem veřejný rejstřík je souhrnným označením pro veřejné evidence osob.

## Princip formální publicity
Veřejný seznam je veřejně přístupný. Nahlížet do něj může každý. Neznalost zapsaných údajů nikoho neomlouvá. Pokud je určitá právní skutečnost zapsána ve veřejném seznamu, nikdo se nemůže dovolávat její neznalosti.

## Princip materiální publicity
Protože nelze připustit, aby ten, kdo jedná v dobré víře v údaje zapsané ve veřejném seznamu, byl ve své důvěře v jejich správnost zklamán, zakotvuje občanský zákoník princip materiální publicity údajů ve veřejných seznamech, tj. ochranu dobré víry třetích osob, jednajících v důvěře ve správnost a úplnost zápisu v seznamu. Není-li stav zapsaný ve veřejném seznamu v souladu se skutečným právním stavem, svědčí zapsaný stav ve prospěch osoby, která nabyla věcné právo za úplatu v dobré víře od osoby k tomu oprávněné podle zapsaného stavu. Např. při nesouladu osoby vlastníka (knihovního vlastníka) uvedeného v katastru nemovitostí (na listu vlastnictví) a skutečného vlastníka je chráněno nabytí od knihovního vlastníka.